# Макарьев, Иван Сергеевич
Иван Сергеевич Макарьев (26 декабря 1902, Рязанская губерния — 13 ноября 1958, Москва) — советский критик, литературовед, один из идеологов РАПП. Член Союза писателей СССР (1934).

## Биография
Член Коммунистической партии с 1919 года. В 1927 году окончил Коммунистический университет им. Я. М. Свердлова.
Печатался с 1920 года. С 1925 по 1932 год — секретарь РАПП. членом ВКП(б).
Автор критических статей по вопросам советской литературы, а также книг: «О художественном показе героев труда», «Показ героев труда — генеральная тема пролетарской литературы» (обе — 1932), «Пометки Горького на книгах начинающих писателей» (1932, переизд. 1957), «К прошлому нет возврата. О романе М. Шолохова „Поднятая целина“» (1934).
В 1934 году был делегатом на Первом съезде писателей СССР, один из первых членов Союза писателей СССР.
Арестован 6 апреля 1936 года, 26 августа 1937 года осужден на 10 лет ИТЛ. По 1943 год находился в заключении. После освобождения жил в Норильске. Работал диспетчером управления строительства комбината, выпускал многотиражную газету. Реабилитирован в 1955 году. В 1956 году вернулся в Москву.
В литературных кругах Москвы периода «ранней оттепели» была известна история с публичным оскорблением действием Макарьевым Александра Фадеева, бывшего друга и соратника по РАПП, чья подпись стояла под списком осужденных писателей, где значился и Макарьев.
Избран секретарем партбюро секции критиков Московского отделения Союза писателей СССР, членом редколлегии «Литературной Москвы», издательства «Советский писатель»
Покончил жизнь самоубийством 13 сентября 1958 года, вскрыв себе вены. Похоронен на Ваганьковском кладбище (17 уч.).

## Семья
- Богословская, Наталья Ивановна — дочь.
- Богословский, Никита Владимирович (1913—2004) — зять, советский композитор, дирижёр, пианист, литератор.
- Богословский, Андрей Никитович (1953—2007) — внук, композитор.